# 哀しみの終るとき (野口五郎の曲)
「哀しみの終るとき」（かなしみのおわるとき）は、1975年4月21日に発売された野口五郎の16枚目のシングル。

## 概要
野口は第3回FNS歌謡祭（1975年上半期）に出演して表題曲「哀しみの終るとき」を歌い、最優秀歌唱賞を受賞した。

## 収録曲
- 全曲作詞：山上路夫／作曲：筒美京平

1. 哀しみの終るとき
編曲：筒美京平
2. 雨の別離
編曲：高田弘